# Phoenicophanta modestula
Phoenicophanta modestula là một loài bướm đêm trong họ Noctuidae.